# ビワンディー
ビワンディー（マラーティー語: भिवंडी、ウルドゥー語: بھونڈی、英語: Bhiwandi）は、インドのマハーラーシュトラ州の都市である。マハーラーシュトラ州の西部に位置し、ターネー県に属する。州都ムンバイから北東50kmに位置する。また、ターネーから北東15kmに位置する。都市は、Bhiwandi-Nizampur Municipal Corporationに含まれる。